# چرمین (استان اشوی‌داشکسیه)
چرمین (به لهستانی: Czermin) یک منطقهٔ مسکونی در لهستان است که در گمینا دویکوزه واقع شده‌است.